# Xavier Sabata
Xavier Sabata, né en 1976 à Avià, Catalogne, est un contreténor espagnol.

## Biographie
Xavier Sabata se forme au métier d’acteur à l’Institut de Théâtre de Catalogne et se perfectionne en chant à l’École supérieure de musique de Catalogne et au Hochschule für Musik Karlsruhe auprès de Mitsuko Shirai et Hartmut Höll. Il s'intéresse divers sujets et a étudié le saxophone, l'histoire de la diction, ou encore le théâtre. 
Sa rencontre avec William Christie est déterminante ; ce dernier est l'un des premiers à le recruter, notamment pour la production d'Il Sant'Alessio de Stefano Landi en 2007, qui rencontre un grand succès.
Il se spécialise dans l'opéra baroque et chante avec Les Arts Florissants, Europa Galante, I Barocchisti et l’Orchestre baroque de Venise, sous la direction de Fabio Biondi, René Jacobs, Jordi Savall, Alan Curtis, Gabriel Garrido ou Ivor Bolton.
Xavier Sabata s'intéresse aussi au lied, interprétant le Winterreise de Schubert à Barcelone, Gérone, Bruxelles.

## Principaux enregistrements
- Bad Guys dédié aux « mauvais garçons » des opéras, 2013, EAN 3149028024920
- Tamerlano de Haendel, 2014, Naive, EAN 0822186053737
- I Dilettanti, 2014, EAN 3149028050622
- Airs baroques, 2017, EAN 3149028115529
- Winterreise de Schubert, 2019, Berlin EAN 0885470013091
- Catharsis, 2017, EAN 3149028099324
- L'Alessandro Amante florilège d’airs baroques, 2018, EAN 5051083140119

### Pages connexes
- Opéra baroque
- Contreténor